# 2013 JV63
2013 JV63, também escrito como 2013 JV63, é um objeto transnetuniano que está localizado no Cinturão de Kuiper, uma região do Sistema Solar. Este corpo celeste é classificado como um cubewano. Ele possui uma magnitude absoluta de 5,8 e tem um diâmetro estimado de cerca de 304 km. O astrônomo Mike Brown lista este corpo celeste em sua página na internet como um candidato a possível planeta anão.

## Descoberta
2013 JV63 foi descoberto no dia 8 de maio de 2013.

## Órbita
A órbita de 2013 JV63 tem uma excentricidade de 0,028 e possui um semieixo maior de 44,157 UA. O seu periélio leva o mesmo a uma distância de 42,928 UA em relação ao Sol e seu afélio a 45,386 UA.